# Calliphora grunini
Calliphora grunini är en tvåvingeart som beskrevs av Schumann 1992. Calliphora grunini ingår i släktet Calliphora och familjen spyflugor. Inga underarter finns listade i Catalogue of Life.